# Gare de Laurens
Gare de Laurens vasútállomás Franciaországban, Laurens településen.

## Vasútvonalak
Az állomást az alábbi vasútvonalak érintik:
- Béziers-Neussargues-vasútvonal

## Kapcsolódó állomások
A vasútállomáshoz az alábbi állomások vannak a legközelebb: